# Søllerøds kommun
Søllerøds kommun (danska: Søllerød Kommune) var en kommun i dåvarande Köpenhamns amt i östra Danmark. Kommunen hade 31 920 invånare (2006) på en yta av 39,77 km².
Den bestod av delarna Holte, Øverød, Gl. Holte, Nærum, Trørød och Vedbæk. Genom danska kommunreformen 2007 slogs kommunen samman med Birkerøds kommun och bildade Rudersdals kommun i Region Hovedstaden. 
Søllerøds kommun hade sedan mitten av 1900-talet ett vänortssamarbete med Ekenäs i Finland, Haugesund i Norge och Ystad i Sverige.
Centralorten i Søllerøds kommun var Holte. Där ligger rådhuset (numera för Rudersdals kommun), ritat av Arne Jacobsen.